# Yainville
Yainville é uma comuna francesa na região administrativa da Normandia, no departamento de Sena Marítimo. Estende-se por uma área de 3,31 km². Em 2010 a comuna tinha 1 059 habitantes (densidade: 319,9 hab./km²).